# 江陵县 (战国)
江陵县，中国旧县名，位于湖北省中南部、长江荆江段左岸。秦昭襄王二十九年（前278年），秦将白起拔郢，在郢始置江陵县。1949年7月，中共從江陵縣劃出沙市三鎮，成立沙市市。1960年，沙洋鎮從江陵縣劃出。江陵縣一分爲二“上江陵”、“下江陵”。1994年10月，经中华人民共和国国务院批准，撤销荆州地区、沙市市及江陵县，设立荆沙市：荆州区（上江陵）、沙市区和江陵区（下江陵）。1998年7月，中华人民共和国民政部批准，江陵撤区建县。

## 地名由来
江陵，因“地临江”、“近州无高山，所有皆陵阜”而得名。

## 行政區劃
明清江陵城在中華人民共和國成立後屬於江陵县荊州鎮管轄。1994年江陵縣裁撤後，1995年荊州鎮撤鎮設东城、西城、城南、荆北（今凤凰街道與郢城镇）4个街道。